# Mühlenbräu
Die Mühlenbräu ist eine Brauerei im Stegauracher Ortsteil Mühlendorf.
Bei der am Flüsschen Aurach gelegenen Mühle handelt es sich um eine der ältesten Mühlen Oberfrankens, sie ist um 1348/1349 entstanden, daher auch das Symbol Mühlenrad und Karpfen. Das Brau- und Schankrecht ist ihr im Jahr 1793 verliehen worden.  Seit 1826 wird von der Familie Lechner Bier gebraut. In den 1970er Jahren wurde der Name in Merklein-Lechner geändert. Heute heißt die Brauerei Mühlenbräu Merklein Mühlendorf. Die ganzjährig angebotene Produktpalette umfasst die Sorten Pils, Hell, Dunkel und Weizen. Saisonal offeriert werden „Maibock“ (Ende April), „Eremitentrunk“ (ein Märzenbier, Ende August / Anfang September) und ein „Dunkler Bock“ (dritter Freitag im Oktober).